# Podișul Nord Dobrogean
Podișul Nord Dobrogean este o arie protejată (sit de importanță comunitară — SCI) din România, desemnată în scopul protejării biodiversității și menținerii într-o stare de conservare favorabilă a florei spontane și faunei sălbatice, precum și a habitatelor naturale de interes comunitar aflate în arealul zonei de protecție. Aceasta se întinde pe o suprafață de 84.875 ha, integral pe uscat.

## Localizare
Situl se întinde pe teritoriile administrative ale județelor Constanța (Saraiu) și Tulcea (Babadag, Baia, Beidaud, Casimcea, Ceamurlia de Jos, Cerna, Ciucurova, Dorobanțu, Frecăței, Hamcearca, Horia, Isaccea, Izvoarele, Jurilovca, Luncavița, Mihai Bravu, Nalbant, Niculițel, Ostrov, Peceneaga, Sarichioi, Slava Cercheză, Somova, Stejaru, Topolog, Valea Teilor). Centrul sitului Podișul Nord Dobrogean este situat la coordonatele 44°45′59″N 28°29′21″E / 44.766353°N 28.48925°E.

## Înființare
Podișul Nord Dobrogean (ROSCI0201) a fost declarat sit de importanță comunitară în decembrie 2007 pentru a proteja 5 specii de plante și 17 specii de animale. Situl include ariile naturale: Pădurea Babadag - Codru, Rezervația botanică Korum Tarla, Rezervația naturală Dealul Bujorului, Rezervația de liliac Valea Oilor și Vârful Secarul.

## Biodiversitate
Situată în ecoregiunea de stepă, aria protejată conține 9 habitate naturale: Roci stâncoase cu vegetație pionieră de Sedo-Scleranthion sau Sedo albi-Veronicion dillenii, Peșteri inaccesibile publicului, Păduri de stejar alb estice, Păduri stepice euro-siberiene cu Quercus spp., Păduri panonice-balcanice de stejar turcesc - stejar sesil, Păduri de stejar și de carpen dacice, Galerii de Salix alba și de Populus alba, Tufișuri caducifoliate ponto-sarmatice, Stepe ponto-sarmatice.
La baza desemnării sitului se află mai multe specii protejate:
- plante (5): clopoțel dobrogean (Campanula romanica), Centaurea jankae, Himantoglossum jankae, Moehringia jankae, Potentilla emilii-popii
- amfibieni (1): buhai de baltă cu burtă roșie (Bombina bombina)
- mamifere (8): vidră de râu (Lutra lutra), hamster românesc (Mesocricetus newtoni), dihor de stepă (Mustela eversmanii), liliac cărămiziu (Myotis emarginatus), liliacul mare cu potcoavă (Rhinolophus ferrumequinum), liliacul mic cu potcoavă (Rhinolophus hipposideros), popândău (Spermophilus citellus), dihor pătat (Vormela peregusna)
- nevertebrate (6): Bolbelasmus unicornis, croitorul mare al stejarului (Cerambyx cerdo), fluturele purpuriu (Lycaena dispar), Morimus asper funereus, Paracaloptenus caloptenoides, Stenobothrus eurasius
- reptile (2): Elaphe sauromates, Testudo graeca

Pe lângă speciile protejate, pe teritoriul sitului au mai fost identificate 52 de specii de plante, 2 specii de reptile.